# 奉天医科大学
奉天医科大学（英語：Mukden Medical College）是苏格兰传教士司督阁于1912年在奉天省城（今沈阳市）创立的医学院校，也是中国东北地区第一所医科大学。1949年被并入中国医科大学。

## 沿革
苏格兰传教士司督阁于1883年在奉天创立了盛京施医院。1892年，盛京施医院内设立西医学堂，称为盛京医学堂。1907年至1909年，东三省总督徐世昌在与司督阁协商后决定筹建奉天医科大学。1912年学校正式成立，司督阁出任首任校长。1917年经教育部立案，改名奉天医科专门学校。1929年奉天省更名辽宁省后，学校也更名辽宁医科专门学校。1930年学校原本商定与东北大学合并后改为东北大学医学院，但该计划因九一八事变爆发而搁浅。1932年满洲国成立后恢复奉天省，学校也恢复旧名“奉天医科专门学校”。1938年决定更名为盛京医科大学。抗日战争结束、东北光复后，国民政府接管了学校，将其改名为私立辽宁医学院。1948年中国人民解放军进军沈阳后，又改名为辽宁医科大学。1949年6月，最终并入中国医科大学。
奉天医科大学旧址现位于沈阳市大东区小河沿路44号辽宁省肿瘤医院内。2004年被列为沈阳市第一批不可移动文物名录，2008年列为第三批沈阳市文物保护单位。

## 历任校长
- 司督阁（Dugald Christie，1912年－1923年）
- 安乐克（S.A. Ellerbek，1923年－1930年）
- 高文翰（1930年－1932年）
- 安乐克（S.A. Ellerbek，1932年－1940年）
- 贝德森（Pedesson，1940年－1942年）
- 三浦运一（1942年－1943年）
- 田村於菟（1943年－1945年）
- 高文翰（1945年－1949年）

## 著名校友
- 李敏求，拉斯克临床医学奖得主